# Vékonycsőrű pacsirta

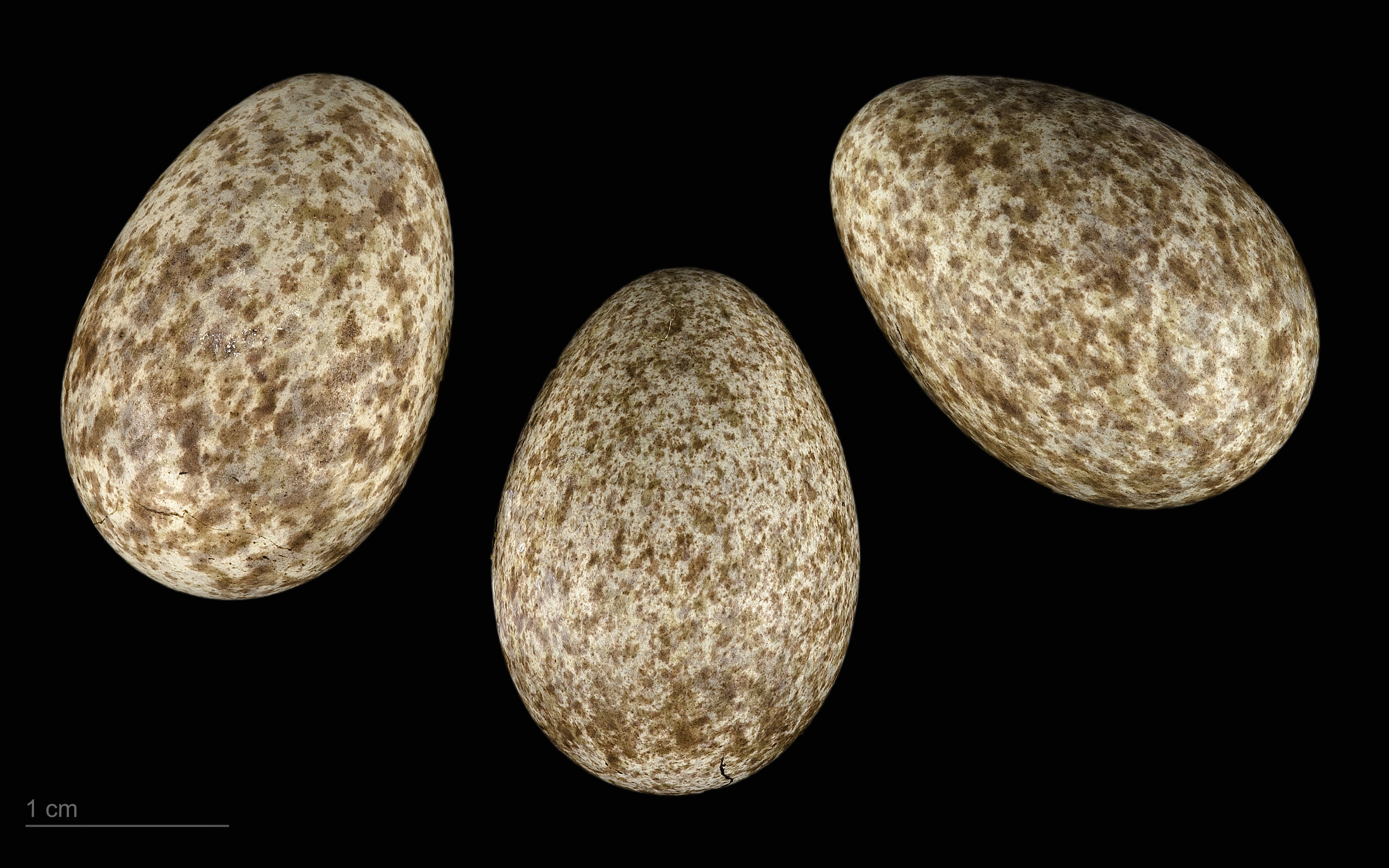
Chersophilus duponti duponti

A vékonycsőrű pacsirta (Chersophilus duponti) a verébalakúak (Passeriformes) rendjébe, ezen belül a pacsirtafélék (Alaudidae) családjába és a Chersophilus nembe tartozó egyedüli faj. 17-18 centiméter hosszú. Algéria, Egyiptom, Líbia, Marokkó, Spanyolország és Tunézia száraz, füves területein él. Magokkal és rovarokkal táplálkozik. Márciustól júliusig költ, fészekalja 3-4 tojásból áll. Életterületének beszűkülése miatt mérsékelten fenyegetett.

## Alfajok
- C. d. duponti (Vieillot, 1820) – Spanyolország, Marokkó, északkelet-Algéria;
- C. d. margaritae (Koenig, 1888) – északnyugat-Algéria, Tunézia, észak-Líbia, északkelet-Egyiptom.

## Fordítás
- Ez a szócikk részben vagy egészben  a   Dupont's lark című angol Wikipédia-szócikk fordításán alapul.  Az eredeti cikk szerkesztőit annak laptörténete sorolja fel. Ez a jelzés csupán a megfogalmazás eredetét és a szerzői jogokat jelzi, nem szolgál a cikkben szereplő információk forrásmegjelöléseként.